# Верхняя Баклянка
Верхняя Баклянка — упразднённая деревня в Седельниковском районе Омской области. Входила в состав Новоуйского сельского поселения. Исключена из учётных данных в 2008 г.

## География
Располагалась на левом берегу реки Большая Баклянка, в 7,5 км к северо-востоку от села Новоуйка.

## История
Основана в 1896 г. В 1928 году село Верхняя Баклянка состояло из 39 хозяйств. В административном отношении являлась центром Верхне-Баклянского сельсовета Седельниковского района Тарского округа Сибирского края.

## Население
По переписи 1926 г. в селе проживало 206 человек (102 мужчины и 104 женщины), основное население — русские.
Согласно результатам переписи 2002 года в деревне отсутствовало постоянное население.